# Salome (lärjunge)
Salome eller Salomé, ibland Maria Salome eller Salome från Galileen, är en person som omnämns i Markusevangeliet 15:40 och 16:1. Hon var en av de kvinnor som var närvarande vid Jesu korsfästelse och som besökte den tomma graven på påskdagens morgon. Hennes minnesdag är den 22 oktober. I de östliga kyrkorna räknas hon som en av myrrbärarna. Romersk-katolska kyrkan identifierar henne oftast som Sebedaios hustru och mor till apostlarna Jakob och Johannes, men också som Jungfru Marias syster.
"Salome" kan vara en hellenistisk form av ett hebreiskt namn såsom Shulamit, Shulamith, Shulammite, Shlomit, Shlomtsion eller Shlomzion (av hebreiska shalom, "fred").